# Chế độ chuyên chế Sa hoàng
Chế độ chuyên chế Sa hoàng[a] (tiếng Nga: царское самодержавие, đã Latinh hoá: tsarskoye samoderzhaviye) đề cập đến một hình thức của chế độ quân chủ chuyên chế (sau đó chế độ quân chủ tuyệt đối), áp dụng vào Đại công quốc Moskva, mà sau này trở thành Sa quốc Nga và Đế quốc Nga[b]. Trong hình thức chính phủ này, tất cả quyền lực và sự giàu có được kiểm soát (và phân phối) bởi Sa hoàng. Họ có nhiều quyền lực hơn các nhà cai trị quân chủ, những người thường chịu sự chi phối của pháp luật và ngang bằng với cơ quan lập pháp; họ thậm chí còn độc đoán về các vấn đề tôn giáo hơn là những người cai trị của chế độ quân chủ phương Tây. Ở Nga, hình thức chính phủ này bắt đầu từ thời Ivan III (1440−1505), và bị bãi bỏ sau Cách mạng Nga năm 1917.